# Nancy Kwan
Nancy Kwan (chiń. upr. 关家蒨; chiń. trad. 關家蒨; pinyin Guān Jiāqiàn; ur. 19 maja 1939) – amerykańska aktorka filmowa i telewizyjna pochodzenia chińskiego.

## Filmografia
seriale
- 1968: Hawaii Five-O jako Rosemary Quong
- 1978: Fantasy Island jako Adela
- 1983: Drużyna A jako Lin Wu
- 1994: Ostry dyżur jako pani Chen

film
- 1960: Świat Suzie Wong jako Suzie Wong
- 1968: Hawaii Five-O: Cocoon jako Rosemary Quong
- 1988: Klucze do wolności
- 1993: Smok. Historia Bruce’a Lee jako Gussie Yang
- 2006: Ray of Sunshine jako Lilly

## Nagrody i nominacje
Za rolę Suzie Wong w filmie Świat Suzie Wong została nominowana do nagrody Złotego Globu.